# FactSet Research Systems
FactSet Research Systems Inc., comerciando como FactSet, es una compañía multinacional de datos financieros y software con su centro de operaciones en la oficina central de Norwalk, Connecticut, en los Estados Unidos de América. La compañía provee información financiera y software analítica para profesionales de inversiones. En el año fiscal 2015, las ventas anuales de FactSet fueron los $1,007 millones.
FactSet ofrece acceso de análisis de datos a los analistas, gerentes de administración de cartera, y banqueros de inversión en instituciones financieras. La compañía no ofrece productos para inversores individuales. Los negocios de FactSet se centran en tecnología y servicio de atención al cliente. Además de combinar bases dispares de datos, la compañía también desarrolla su software. FactSet les proporciona a sus clientes con los consultores, atención al cliente telefónica, y entrenamiento. 
FactSet ha sido catalogado como una de las “200 mejores compañías pequeñas” por Forbes. Sus competidores incluyen Bloomberg L.P., Thomson Reuters, y S&P Capital IQ.

## Historia

### 1977-1980
FactSet fue fundado por Howard Wille y Charles Snyder en 1978. Su colaboración empezó en 1977 cuando los dos trabajaban en Wall Street a Faulkner, Dawkines & Sullivan, un pionero de investigación financiera. 
Mientras las computadoras se hacían más populares al fin de los setenta, Wille y Snyder sabían que la industria estaba cambiando. Cuando Shearson compró Faulkner, Dawkins y Sullivan y la compañía empezó a expandir, Wille y Snyder tomaron la decisión de salir de viaje y llevar a cabo su idea de crear una compañía que podía distribuir información financiera a base de computadoras.  Por aquella época, las compañías tenían que comprar datos crudos directamente a través de un vendedor tal como Computstat y luego contratar a programadores para hacer los datos fáciles de usar. La versión de Wille y Snyder ofrecería datos usables directamente al cliente.
Originalmente, todos los datos se distribuían en papel a los clientes, a menudo por bicicleta. El primero producto con tocayo fue un programa que se llamó “Company FactSet” el cual produjo un análisis de cuatro páginas usando la base de datos de Value Line. Actualmente, usuarios de FactSet conectan a la red privada por medio de WAN (la Red de Área Amplia), la Internet, y aparatos inalámbricos.   

### 1981-1989
A principio de los ochenta, empleados de FactSet sumaron menos de 10. En 1981, Snyder encontró la manera de bajar los datos de la computadora de FactSet a Visicalc, lo cual significó que los clientes podían recuperar datos de una base de datos y bajarlos directamente a una hoja de cálculo. Para la primera vez, varios pasos en el proceso se eliminaron, haciendo el proceso de descarga de datos sumamente más rápido. 
En 1984, FactSet agregó capacidades limitadas de muestreo, lo cual se expandieron en 1988 con la introducción de Universal Screening, la cual les permitió a los usuarios que estipularan sus propios criterios de muestreo. Otro desarrollo importante durante los ochenta fue el lanzamiento de 1989 de Private Database Service (servicio de base de datos privada). Como resultó, usuarios pudieron almacenar datos de propiedad exclusiva e integrarlos con su propia información para desempeñar análisis personalizado.
El Presidente Ejecutivo actual Philip A. Hadley ingresó a la compañía como consultor en 1985.

### 1990-2000
FactSet para Windows se puso en el mercado en 1990. Ese mismo año, la oficina central se trasladó de Nueva York a Greenwich (Connecticut).
Una oficina en Londres se inauguró en 1993, la primera en Europa. La primera oficina Asia-Pacífica se inauguró en Tokio en 1995. Hoy la compañía tiene 23 sitios en más de 11 países y más de 3,400 empleados. 
Al fin de 1995 FactSet tenía menos de 400 clientes, pero eso se incluyó 84 de los mejores asesores financieros de los EEUU. La compañía también cambió su nombre en junio de 1995 a FactSet Research Systems Inc. en preparación de convertirse en una compañía pública. La compañía salió a la Bolsa de Nueva York en 1996 bajo el símbolo FDS.
En 1997 la compañía puso al mercado Portfolio Management Workstation (estación de trabajo para dirección de cartera de valores), el cual vino seguido un año después de las aplicaciones de Economic Analysis (Análisis Económica) y Company Explorer (Explorador de Compañías). 
El producto llegó a ser más fácil de usar en 1998 con el lanzamiento de la interfaz DIRECTIONS (Direcciones) y la incorporación de En línea Assistant (Asistente En Línea), una herramienta de ayuda y consulta a base de la red. FactSet lanzó servicio telefónico en vivo de 24 horas en 1999.
Wille se jubiló del puesto de Presidente Ejecutivo en mayo de 2000 y Snyder lo reemplazó en el ínterin, sirviendo hasta el septiembre de ese año cuando Hadley fue nombrado el nuevo Director Ejecutivo y presidente.

### 2000-2009
Nuevos productos en el principio de la década que comenzó en el 2000 incluyeron un producto de rendimiento de cartera de valores, SPAR (acrónimo para Estilo, Comportamiento y Riesgo), el que permitió que los asesores financieros analizaran los riesgos y el comportamiento de sus propios fondos, así como las compararan con los fondos de colegas; la aplicación de Data Central el cual les permitió a abonados que creyeran y guardaran sus propias bases de datos de serie cronológica; y Marquee el cual combinó noticias en tiempo real y la cotización de las acciones con análisis de nivel de valor. En 2004, la plataforma bursátil de la compañía, IBCentral, se lanzó.
También en 2004, la compañía trasladó su oficina central y consolidó sus tres oficinas en Connecticut a Norwalk (Connecticut). Ventas superaron el marca de $200 millones para la primera vez en 2002 y $500 millones en 2008.
En 2008, FactSet adquirió una copia de la base de datos WorldScope de Thomson Reuters, el cual FactSet desarrolla y promociona como FactSet Fundamentals. 

### 2009-presente
En 2009, FactSet combinó sus plataformas de DIRECTIONS, Marquee, y IBCentral en un solo producto que se llamó FactSet. La plataforma combinó las características de las plataformas anteriores con estaciones de trabajo nuevas compartidas en internet y con analíticas más rápidas. También en 2009, FactSet integró los datos de venta en corto de Data Explorers (Exploradores de Datos) en la plataforma de analítica de FactSet Research Systems.
En enero de 2010, FactSet y FirstRain anunciaron una colaboración que les permitiría a los clientes de FactSet que accedieran al motor de investigación de Internet de FirstRain que encuentra, filtra y analiza datos sin estructura de negocios disponibles en la red. 
En junio de 2008, FactSet completó la adquisición de la base de datos de Thomson Fundamentals. 
En junio de 2010, FactSet adquirió Market Metrics, una firma de investigación de la bolsa situada en los EE. UU. que solo se centra en encuestas sobre productos de asesor y seguro. 
Los momentos más destacados de 2011 incluyen la incorporación de un paquete para universidades en enero, la integración de la funcionalidad de comercio de Proquote en abril, y la incorporación de los datos de investigación ambientales de Trucost en agosto.
En junio de 2012, FactSet adquirió StreetAccount, el cual provee noticias de compañía en tiempo real, filtros de carteras de valor y sectores, avisos de correo electrónico, y sumarios de la bolsa para profesionales de inversión.

## Productos y Servicios

### Productos
FactSet provee información financiera y aplicaciones analíticas a profesionales globales que venden y compran instrumentos financieros, incluso los asesores de cartera de valores, los analistas de comportamiento y de investigación de la bolsa, los gerentes de riesgo, los investigadores de capital de venta, los banqueros de inversiones, y los profesionales de renta fija. La plataforma de software de FactSet, que también se llama FactSet, incluye las noticias y cotizaciones en tiempo real, el análisis de compañía y de cartera de valores, las comparaciones de multi-compañía, el análisis de industria, el muestreo de compañía, la optimización y simulación de cartera de valores, las medidas predictivas de riesgo, las pruebas de alpha y las herramientas para valuar y analizar valores y carteras de valores de renta fija. 
Usuarios pueden acceder a FactSet a través de aparatos inalámbricos tal como iPad y iPhone y el software es integrado con aplicaciones de Microsoft Office.

### Servicios
- Consulta: Cada firma se asigna a un consultor que se familiariza con las necesidades y los procesos del cliente. Los clientes también pueden acceder a soporte telefónico de servicios de consulta.
- Entrenamiento: FactSet alberga seminarios de entrenamiento gratis en sus centros de entrenamiento de New York, Boston, Chicago, London, Paris y Tokio.
- Seguridad: FactSet mantiene salvaguardias físicas, electrónicas, y procedimentales para abordar los riesgos de seguridad y la continuidad de negocios.
- Puntos de acceso múltiples: Cada cliente de FactSet recibe acceso en una computadora personal de oficina, un portátil, una computadora de hogares, y un aparato inalámbrico.

### Clientes
A partir del 31 de agosto de 2012, había más de 49,500 usuarios de FactSet entre 2,392 clientes en 50 países. Aproximadamente 68% de sus ingresos durante el año fiscal que terminó el 31 de agosto de 2012 (2012 fiscal) provino de su base de clientes en los Estados Unidos. 

## Datos Financieros
En 2003, FactSet Research Systems, Inc. cambió la presentación de sus ingresos para reportar en una forma neta al contrario que en una forma bruta. Como resultado, toda la información financiera para los períodos antes del cuarto trimestre del año fiscal 2013 se modificaron. 
Para 2012, el año 44.o de operaciones, la compañía anotó su año 32.o de crecimiento consecutivo de ingresos. 
Para el año fiscal que terminó el 31 de agosto de 2012, los ingresos de FactSet aumentaron 11% comparado con el año anterior, en total a $506 millones. Los ingresos de operaciones aumentaron 15% a $273 millones. Los ingresos netos aumentaron 10% a $189 millones, comparado con $40.9 millones en 2011. El beneficio diluido por acción aumentó 14% a $4.13 comparado con $0.88 en el mismo período del año fiscal 2011.
Estadillo de Ingresos (todos los números en millares)
| AÑO FISCAL       | 31-agosto-12 | 31-agosto-11 | 31-agosto-10 | 31-agosto-09 | 31-agosto-08 |  |
| ---------------- | ------------ | ------------ | ------------ | ------------ | ------------ |  |
| Ingresos Totales | 805,793      | 726,510      | 641,059      | 622,023      | 575,520      |  |
| Ingresos Netos   | 188,809      | 171,046      | 150,211      | 144,950      | 125,020      |  |

## Asuntos de interés para los inversores
La compañía recibe datos de proveedores tal como Barra, Dow Jones & Company, Russell, y Lipper. Puesto que las relaciones contractuales con vendedores externos se pueden terminar entre un preaviso de un año, la compañía trata de mantener relaciones con por lo menos dos vendedores para cada tipo de datos. Recientemente la compañía ha intentado mantener o aumentar su contenido disponible por construir sus propias bases de datos o por adquirir proveedores de contenido. Desde 2000 FactSet ha adquirido diez compañías, siete de las cuales han sido proveedores de contenido. En 2008, FactSet compró una copia de la base de datos fundamentales de Thompson, logrando acceso permanente a los datos financieros mundiales que se remontaron a los ochenta. 

## Dirección
- Philip A Hadley, Presidente del Consejo de Administración, Director Ejecutivo y Director
- Philip Snow, Presidente
- Peter G. Walsh, Principal Oficial de Operaciones
- Michael D. Frankenfield, Director, Ventas Globales
- Maurizio Nicolelli, Vicepresidente Senior, Principal Oficial Financiero
- Kieran M. Kennedy, Vicepresidente Senior, Director de Operaciones de Venta

## Reclutamiento
La dotación de empleados aumentó 9% de 5,251 a 5,735 durante el año fiscal 2012. Dotación total aumentó 28% en el año fiscal 2011. La mayoría de esta dotación vino de la región Asia-Pacífica (India). La mayoría de empleados nuevos se reclutan para los departamentos de Consulta e Ingeniería, y muchos vienen directamente de la universidad. La tasa de retención de la compañía históricamente ha promediado 90%.